# Айке, Ганс
Ганс Айке (нем. Hans Eicke; 1 декабря 1884, Берлин — 22 августа 1947, Берлин) — немецкий легкоатлет, серебряный призёр летних Олимпийских игр 1908 года.
На Играх 1908 года в Лондоне Айке участвовал в двух дисциплинах. Вместе со своей командой он занял второе место в смешанной эстафете, а также остановился на первом раунде в забеге на 100 м.